# Flavio Gouveia
Flavio Gouveia (...) è un giocatore di football americano brasiliano, che gioca come cornerback per i João Pessoa Espectros.

## Palmarès
- 2 Brasil Bowl (João Pessoa Espectros, 2015, 2019)
- 11 Nordeste Bowl (João Pessoa Espectros, 2008, 2011, 2012, 2013, 2014, 2015, 2016, 2017, 2018 2019, 2022)
- 3 PB Bowl (João Pessoa Espectros, 2007, 2008, 2009)